# Tillandsia pomacochae
Tillandsia pomacochae es una especie de planta epífita dentro del género  Tillandsia. Es originaria de Perú, conde se distribuye por la Provincia de Cajamarca. 

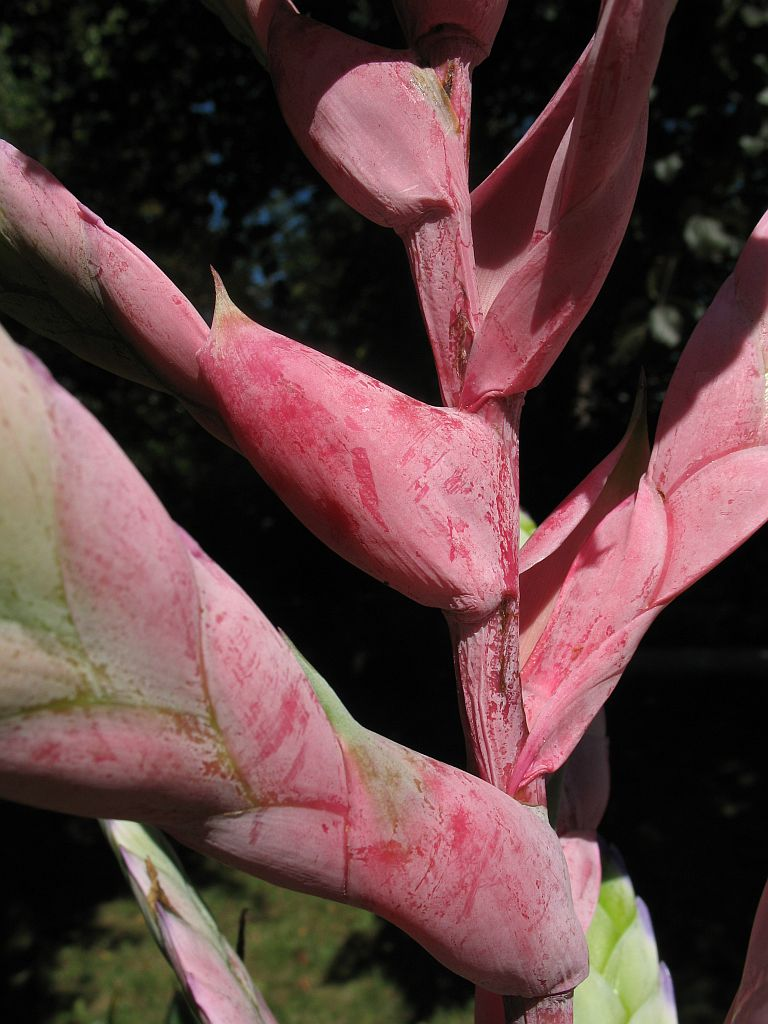
Detalle

## Taxonomía
Tillandsia pomacochae fue descrita por Werner Rauh y publicado en Tropische und Subtropische Pflanzenwelt 3(1): 191, f. 14,15. 1973.
Etimología
Tillandsia: nombre genérico que fue nombrado por Carlos Linneo en 1738 en honor al médico y botánico finlandés Dr. Elias Tillandz (originalmente Tillander) (1640-1693).
pomacochae: epíteto